# Ниреас
Ниреас (грч. Νηρέας) је приморско насељено место у општини Аристотел у периферији Средишња Македонија, Грчка. Према попису из 2021. године било је 13 становника.
Ниреас се води као посебно насеље од 2013. године.